# خافيير رويز بيريز
خافيير رويز بيريز (بالإسبانية: Javier Ruiz Pérez)‏ هو اقتصادي وصحفي إسباني، ولد في 18 أغسطس 1973 في بلنسية في إسبانيا.

## وصلات خارجية
- خافيير رويز بيريز على موقع IMDb (الإنجليزية)